# Philotrypesis thompsoni
Philotrypesis thompsoni är en stekelart som beskrevs av Grandi 1926. Philotrypesis thompsoni ingår i släktet Philotrypesis och familjen fikonsteklar. Inga underarter finns listade i Catalogue of Life.